# Junkers A 48
Dimensions
Le Junkers A 48 est un avion-école et de sport monomoteur biplace à fuselage métallique. Il fut produit à Limhamn en Suède et 7 des 14 exemplaires produits furent convertis en Junkers K 47 (en).